# Politique aux Maldives
La politique aux Maldives est celle d'une république présidentielle, où le président est à la fois chef de l'État et chef du gouvernement. Le pouvoir exécutif est exercé par le gouvernement.

## Histoire politique
La constitution des Maldives fut approuvée en référendum en 1968, mettant fin au sultanat et introduisant la république. La constitution fut ensuite modifiée en 1970, 1972, 1975 et 1997. Ibrahim Nasir, Premier ministre sous le sultanat, devint président. Maumoon Abdul Gayoom lui succéda en 1978 et fut réélu en 1983, 1988, 1993, 1998 et en 2003.
Le 3 novembre 1988, des indépendantistes tamouls du PLOTE tentèrent de renverser le gouvernement maldivien. Le coup d’État fut maîtrisé par l’armée indienne à la demande du président Gayoom. Plusieurs émeutes anti-gouvernementales, réclamant des réformes politiques, ont émaillé l’histoire du pays depuis 2003. En réponse, les partis politiques furent autorisés en 2005 mais les droits politiques restent faiblement protégés.
Une nouvelle constitution a été adoptée par le parlement en juin 2008 et promulguée par le président Gayoom le 7 août suivant.
Le 28 octobre 2008, Maumoon Abdul Gayoom fut battu au second tour de l'élection présidentielle par son adversaire, Mohamed Nasheed.
En 2010, une réforme des collectivités locales fonde 3 niveaux de conseils élus (villes, îles et atolls).
En février 2012, le président des Maldives Mohamed Nasheed, élu démocratiquement en 2008, est renversé par son vice-président, Mohammed Waheed Hassan. Ce coup d’Etat fait suite à des manifestations et des mutineries dans la police et l’armée qui ont contraint le président Nasheed à la démission.
Le 16 novembre 2013, et après plusieurs reports du scrutin, les élections présidentielles se sont tenues. Elles ont porté au pouvoir Abdulla Yameen, le demi-frère de l’ancien président Maumoon Abdul Gayoom. Il devient le 6e président des Maldives.
Le 14 octobre 2016, les Maldives annonçaient leur retrait du Commonwealth en raison des considérations de l'organisme sur la position du territoire en regards des droits de l'homme.
Le 2 février 2018, considérant les condamnations de plusieurs prisonniers, dont Mohamed Nasheed et Ahmed Adeeb Abdul Ghafoor, au motifs d'être « politiquement motivées », la Cour suprême décide de casser les jugements. Le 5 février, Abdulla Yameen, refuse d'appliquer la décision, malgré la demande de l'ONU et fait remarquer que selon lui, la Cour suprême « n'est pas au-dessus des lois », puis assiège les bureaux de la Cour suprême, qu'il accuse de vouloir le destituer, suspend le parlement, au sein duquel il vient de perdre la majorité après une autre décision de la Cour suprême ordonnant la réintégration des députés récemment passés dans l'opposition, limoge le chef de la police, fait arrêter l'ancien président Maumoon Abdul Gayoom, qui avait rejoint l'opposition en 2017, et décrète l'état d'urgence. Dans la soirée, il fait également arrêter deux juges de la Cour suprême, dont son président Abdulla Saeed, et Ali Hameed. Il justifie cela par une « conspiration » et un « coup d'État ». Nasheed appelle alors l'Inde et les États-Unis, à intervenir. Finalement, les trois juges de la Cour suprême restés en liberté décident d'annuler la décision. L'ONU dénonce alors une « attaque contre la démocratie ».
Le 29 juin 2018, Mohamed Nasheed renonce à se présenter à l'élection présidentielle maldivienne de 2018 après le refus de la commission électorale de valider sa candidature. Ibrahim Mohamed Solih est choisi à sa place. Durant la campagne, les médias n'ont pas couvert la campagne électorale d'Ibrahim Mohamed Solih, de crainte de représailles. Le soir du scrutin du 23 septembre, les estimations des résultats le donnent largement vainqueur,. La commission électorale a ensuite confirmé ces résultats durant la nuit du 23 au 24 septembre. Abdulla Yameen reconnaît publiquement sa défaite le 24 septembre.
Le 30 septembre 2023, le maire de Malé, Mohamed Muizzu, remporte l'élection présidentielles avec 54 % des voix, sur la base d'un programme résolument tourné vers la Chine, au détriment de l'Inde.

## Pouvoir exécutif
| Fonction                        | Nom                   | Parti                     | Depuis           |
| ------------------------------- | --------------------- | ------------------------- | ---------------- |
| Président de la République      | Ibrahim Mohamed Solih | Parti démocrate maldivien | 17 novembre 2018 |
| Vice-président de la République | Faisal Naseem         | Parti républicain         | 17 novembre 2018 |

Depuis l'entrée en vigueur de la nouvelle Constitution le 7 août 2008, le président et le vice-président de la République sont élus pour cinq ans au suffrage universel direct. Si le poste président devient vacant, le vice-président le remplace. Si le poste de vice-président devient vacant, le président nomme un nouveau vice-président.

## Pouvoir législatif
Le Conseil du peuple compte une seule chambre de 50 membres, dont 42 sont élus pour cinq ans dans des circonscriptions à double siège, et 8 sont nommés par le président. Un atoll constitue une circonscription. L'Assemblée est élue territorialement par les 19 atolls constituant les unités administratives de base.

## Partis politiques et élections
Élections législatives du 22 janvier 2005
| Candidats                                                 | Sièges |
| --------------------------------------------------------- | ------ |
| Indépendants supportant le gouvernement                   | 28     |
| Indépendants soutenus par le Parti démocratique maldivien | 10     |
| Autres                                                    | 10     |
| Membres nommés                                            | 8      |
| Total                                                     | 48     |

Le parlement des Maldives a approuvé l’introduction du multipartisme à l’unanimité le 2 juin 2005. Le Parti démocratique maldivien était déjà formé. Il fut suivi par le Parti populaire maldivien, le Parti démocratique islamique et le Parti Adhaalath.

## Pouvoir judiciaire
Le système judiciaire des Maldives repose essentiellement sur la charia. Les juges sont nommés par le président et dépendent du ministère de la justice. Chaque île habitée est dotée d’un chef chargé de veiller au respect de la loi.